# شهرستان لینچنگ
شهرستان لینچنگ (به لاتین: Lincheng County) یک منطقهٔ مسکونی در چین است که در شینگتای واقع شده‌است. شهرستان لینچنگ ۷۹۷ کیلومتر مربع مساحت و ۲۰۴٬۰۰۰ نفر جمعیت دارد و ۱۰۰ متر بالاتر از سطح دریا واقع شده‌است.